# ミン・ジン・リー
ミン・ジン・リー （英: Min Jin Lee、朝鮮語: 이민진、1968年11月11日  - ）は、 韓国系アメリカ人作家。韓国系アメリカ人の経験を扱った作品で知られる。小説『パチンコ』が『パチンコ - Pachinko』としてアメリカでテレビドラマ化され、池田真紀子により和訳されている。

## 来歴
リーは韓国ソウルに生まれ、1976年、7歳のときに家族とアメリカ合衆国に渡る。  
両親が卸売宝石店を経営していたニューヨーク市、クイーンズのエルムハーストで育つ 。 移民一世であるリーはクイーンズ公共図書館に通って英語の読み書きを覚える。ブロンクス科学高校を卒業。イェール大学に進学し歴史学を学ぶ。その後にジョージタウン大学ローセンターで法律を学んだ 。  
1993年からニューヨーク州で企業内弁護士として働くが、1995年には執筆活動に専念するために辞める。リーはニューヨーク市ハーレムに、アイルランドと日本人の血を引く夫、クリストファー・ダフィーと息子とともに暮らす 。2007年から2011年までの4年間は東京に住んでいた。 
作家としてのリーに最も影響を与えた作品として、 ジョージ・エリオットによる『ミドルマーチ』、 オノレ・ド・バルザックによる「いとこのベット』 、そして聖書が挙げられた。 
リーは、韓国の「朝鮮日報」の「モーニングフォーラム」特集の英語コラムニストとして3シーズンの間執筆を行った。 
また、ライティング、文学、政治学についての講義をコロンビア大学、アマースト大学、タフツ大学、ロヨラメリーマウント大学、スタンフォード大学、ジョンズ・ホプキンズ大学ポール・H・ニッツェ高等国際関係大学院、コネチカット大学、ボストン大学、ハミルトン大学、ハーバード・ロー・スクール、イェール大学、梨花女子大学校、早稲田大学、アメリカンスクール・イン・ジャパン、世界女性フォーラム、アメリカ大使館のアメリカンセンターJAPANなどで行ってきた。
彼女は現在、マサチューセッツ州のアマースト大学でライター・イン・レジデンスとして招致されている 。

## 評価
リーはNYFA（ニューヨーク芸術財団）フェローシップ・オブ・フィクション、 ミズーリレビュー紙のペデン賞最優秀短編賞、ナラティブ賞新人賞などを受賞した  。
イェール大学在学中、彼女はノンフィクション作品に贈られるヘンリー・ライト賞とフィクション作品に贈られるジェームズ・アシュムン賞を受賞した。 
2017年に発表された小説『パチンコ』はナショナル・ブック・アワードのファイナリストに選ばれ、2018年、デイトン文学平和賞で次点となった  。2022年にはApple TV+で『パチンコ - Pachinko』としてテレビドラマ化されている。

## 小説
- 億万長者のただ食らい（英語版）(Free Food for millionairs)2007年, ISBN 978-0-446-58108-0.日本語版は出ていない。
- パチンコ（英語版）(Pachinko)、2017年、ISBN 978-1-455-56393-7（日本語版：2020年 文藝春秋 ISBN 978-4163912257, 978-4163912264）